# Dendrobium hellerianum
Dendrobium hellerianum är en orkidéart som beskrevs av Alex Drum Hawkes. Dendrobium hellerianum ingår i släktet Dendrobium, och familjen orkidéer. Inga underarter finns listade i Catalogue of Life.